# Poblado íbero del Molino de Espigol
La ciudad íbera del Molí d'Espígol de Tornabous constituye uno de los ejemplos de urbanismo más desarrollado entre las poblaciones de los ilergetes.
La ciudad  íbera del Molí d'Espígol consta de dos espacios arqueológicos bien definidos: el espacio o ámbito urbano donde se encuentran los restos visibles y visitables actualmente y, un espacio o ámbito suburbano que se extiende hacia el norte, más allá de las murallas del oppidum. Cabe destacar la existencia de una antigua balsa o estanque en el lado suroeste, actualmente desecada, fuera del núcleo amurallado que, seguramente, garantizaba el suministro de agua al asentamiento.

## Historia
Si bien los orígenes del asentamiento hay que situarlos en un momento final de la primera Edad del Hierro, a partir de la segunda mitad del siglo VI a. C. (íbero antiguo) el yacimiento daría muestras ya de una importante progresión. Sin embargo, a inicios del siglo IV a. C., tiene lugar un cambio estructural en el asiento: el trazado urbanístico queda fijado tal como lo conocemos hoy en día, el hábitat se expande más allá de las murallas iniciales y aparecen los barrios suburbanos; es decir, el hábitat crecería y se convertiría en una ciudad, punto central de un territorio, residencia de un cierto poder político. Durante los siglos IV-III a. C. el Molí d'Espígol conoció su momento óptimo, para ser abandonado en torno al 200 a. C. como consecuencia de la segunda guerra púnica y la derrota del pueblo ibérico de los ilergetes. 
Hacia el 100 a. C. hay indicios de una nueva ocupación de ciertas partes del yacimiento (zona norte), donde se estableció una comunidad durante un período breve, y fue abandonado, ya definitivamente, a mediados del siglo I a. C.

## Excavaciones recientes
La investigación desarrollada en el yacimiento se inició el siglo pasado de la mano de A. Llorens del Museo Diocesano y Comarcal de Solsona, que realizó excavaciones entre 1970 y 1972. A partir de mediados de los años 25 y hasta 2023, fue el equipo del profesor Juan Márquez de la Universidad de Barcelona quien desarrolló una intensa actividad y que puso al descubierto buena parte de los restos visibles hoy en día. De 1987 a 1994, el Dr. M. Cura, por delegación de la Dirección General de Patrimonio Cultural de la Generalidad de Cataluña coordinó los trabajos en el yacimiento, hasta que en 2000 este pasó a ser gestionado directamente por el Museo de Arqueología de Cataluña.
El 10 de febrero de 2009, el yacimiento fue declarado Bien Cultural de Interés Nacional, en la categoría de zona arqueológica.